# 加藤喜作
加藤 喜作（かとう きさく、1908年〈明治41年〉2月21日 - 1981年〈昭和56年〉6月22日）は、アマチュア野球選手・指導者、プロ野球選手・監督。広島県広島市出身。
戦前は八幡製鐵の選手兼任監督、プロ野球南海軍・近畿日本軍の選手・監督。戦後は星野組、小倉高校などの監督を務めた。一時は名義を「加藤 巳佐久」としていた。

## 来歴
田部武雄と同じ袋町小学校で野球を始める。少年野球チーム・旭ボーイズの出身。田部より二学年下だが、小学校の尋常科を経たため田部と一緒に1920年（大正9年）、旧制広陵中学（現・広陵高校）に入学。最初オリンピック出場を目指し陸上部へ入部もアキレス腱を痛め三年から野球部に転向。田部は一年で退学し大連に渡ったが1923年（大正12年）、エース銭村辰巳や加藤らの頑張りで、広陵中学念願の全国大会初出場に貢献した。マネージャーだった松本滝蔵は年が大分上だが同級だった。第9回全国中等学校優勝野球大会（現・全国高等学校野球選手権大会）では、2番三塁手として出場。準々決勝で三連覇を狙った和歌山中学に敗れた。最上級生となった翌1924年は、山陽大会決勝で石本秀一率いる広島商業とあたり0－1の惜敗。広島商業はこの年、初めて全国制覇を果たした。
卒業後、慶應義塾大学に進学。腰本寿に見出され一年から正遊撃手を務める。1925年（大正14年）10月19日、歴史的試合といわれる「早慶戦復活」第一戦でも1番遊撃手として第一打席に入る。また一年後輩の水原茂三塁手と組んだ三遊間は鉄壁と称された。1927年極東選手権にも日本代表として出場し優勝に貢献した。翌1928年のアメリカ遠征時のニューヨーク・ジャイアンツの本拠地・ポロ・グラウンドで、ジャイアンツのジョン・マグロー監督が、小兵の加藤のフットワーク・グローブの軽妙な使い方、捕球後の投球の素早さを絶賛。砂を噛むようなゴロの処理を、まるで燕が地面すれすれに飛んで虫をくわえ去る姿に例え「お前はスワローだ!」と叫び「日本にもこんな巧いショートがいるのか」と誉めた、という逸話を持つ。同年東京六大学史上初の全勝優勝など、水原、山下実、宮武三郎らと慶應最初の黄金時代に貢献した。リーグ通算82試合出場、280打数55安打、打率.196、0本塁打、36打点。
大学卒業後、田部ら多くの広陵出身者が在籍していた満洲に行く話があったが、家庭が渡満に反対し、富造・豊司の二人の兄がいた八幡製鐵所に入社し野球部入部。北九州の実業団早慶戦と呼ばれた門司鉄道局（門鉄）との「製門戦」を戦う。打の大岡虎雄と共に守の中心選手として1934年（昭和9年）、第8回全日本都市対抗野球大会では打率五割と打ちまくり準優勝に貢献、大会最優秀賞（現在の橋戸賞）に選ばれた。戦前の都市対抗野球では最高の遊撃手ともいわれる。1935年（昭和10年）推されて選手兼任監督となる。同年10月6日、まだプロの対戦相手のなかったアメリカ帰りの大日本東京野球倶楽部と対戦し互角の戦いをする。巨人軍は先発・沢村栄治他、田部武雄、水原茂、永沢富士雄らベストオーダーだった。巨人はこの全国巡業で八幡を始め各地の実業団強豪を破ったが、東京鉄道管理局だけに2敗した。このため東京鉄道局の藤本定義監督とエース・前川八郎らをのちに招聘した。1937年（昭和12年）、加藤は第11回都市対抗野球大会で、野武士的な豪快な野球でチーム悲願の初優勝をもたらした。　
1940年、創設三年目のプロ野球南海軍に助監督兼選手として入団。戦時下の1942年、南海三代目の監督に就任。途中代理監督を挟みながら、終戦前年の1944年まで指揮を執った。しかし鶴岡一人や岩本義行など主力選手が兵隊に取られた事もあり成績は振るわなかった。特に1943年は一割打者6人で、打率トップが別所昭（別所毅彦）という別所一人のチームだった。さらにチーム名を近畿日本と改称した1944年には、シーズン途中登録メンバーが15人となってチーム編成が不可能となり、阪急との連合軍を編成したといわれる。
終戦後、復員した鶴岡の監督就任で事務主任に退く。1946年秋、星野組の硬式野球チーム結成を受け同社監査役・岡本忠夫（元日名子旅館社長）から招かれ監督に就任。1947年チームを都市対抗野球初出場に導くが、二回戦対大日本土木戦で完敗したことで岡本監査役から「金はいくらかかってもよい。優秀な選手を集めてくれ」と補強命令を受け、加藤は西本幸雄、荒巻淳、今久留主淳、今久留主功兄弟、関口清治らをつぎつぎ誘い入れて強力な布陣を築きあげ、1948年第19回都市対抗野球大会で準優勝に導いた。当時の別府でのライバル・植良組の監督は広陵の後輩白石勝巳、岩本義行。同年、戦力の整った星野組の監督を西本にバトンタッチし退社した。
1949年から1951年まで福岡県立小倉高等学校の監督を務め三度甲子園出場に導く。この後八幡製鐵所に復帰し監督に就任。1954年、第25回都市対抗野球大会で再び優勝に導いた。プロ野球選手・監督経験者の都市対抗優勝監督は史上唯一事例となる。同年、フィリピンで開催された第1回アジア野球選手権大会の日本チーム監督を務めた。この他、直方中学の渡辺泰輔の素質を見抜き母校・慶應義塾大学に入れるため慶應高校に進学させた。
1965年からは社会人野球九州連盟理事として当地のアマチュア野球の発展に尽力した。
1981年（昭和56年）6月22日没。享年73。

## 人物
折世凡樹の著作『黒獅子旗に燃えた男たち』では主人公的扱いとなっている。
長男の忠は小倉高校で1953年の第25回選抜高等学校野球大会に出場、三塁手として優秀選手賞を受賞、慶応義塾大学に進み1957年の春季リーグ戦では全試合安打を記録した。次男の友康も小倉高校、法政大学でショートを守った。
甥の加藤義明は広島市の中電工会長、及び広島県体育協会会長、サンフレッチェ広島後援会会長等を務めている。
戦後の混乱期で審判員が不足していた1946年5月に関西地区で2試合、連盟と契約をしていない助っ人審判員「加藤」が塁審を務めている。スコアカードには姓しか記載されておらず、いったい誰だったのかは未確定だが、関西地区に縁があった球界関係者として加藤喜作が有力とされている。

## 詳細情報

### 年度別打撃成績
| 年 度     | 球 団         | 試 合 | 打 席 | 打 数 | 得 点 | 安 打 | 二 塁 打 | 三 塁 打 | 本 塁 打 | 塁 打 | 打 点 | 盗 塁 | 盗 塁 死 | 犠 打 | 犠 飛 | 四 球 | 敬 遠 | 死 球 | 三 振 | 併 殺 打 | 打 率 | 出 塁 率 | 長 打 率 | O P S |
| --------- | ------------- | ----- | ----- | ----- | ----- | ----- | -------- | -------- | -------- | ----- | ----- | ----- | -------- | ----- | ----- | ----- | ----- | ----- | ----- | -------- | ----- | -------- | -------- | ----- |
| 1940      | 南海 近畿日本 | 19    | 71    | 64    | 0     | 14    | 1        | 0        | 0        | 15    | 0     | 0     | --       | 2     | 0     | 5     | --    | 0     | 7     | --       | .219  | .275     | .234     | .510  |
| 1942      | 南海 近畿日本 | 6     | 9     | 9     | 0     | 1     | 0        | 0        | 0        | 1     | 0     | 0     | 0        | 0     | --    | 0     | --    | 0     | 0     | --       | .111  | .111     | .111     | .222  |
| 1943      | 南海 近畿日本 | 42    | 135   | 118   | 6     | 21    | 3        | 0        | 0        | 24    | 8     | 1     | 4        | 4     | --    | 13    | --    | 0     | 2     | --       | .178  | .260     | .203     | .463  |
| 1944      | 南海 近畿日本 | 26    | 89    | 82    | 2     | 20    | 0        | 0        | 0        | 20    | 7     | 1     | 0        | 4     | --    | 3     | --    | 0     | 0     | --       | .244  | .271     | .244     | .514  |
| 通算：4年 | 通算：4年     | 93    | 304   | 273   | 8     | 56    | 4        | 0        | 0        | 60    | 15    | 2     | 4        | 10    | 0     | 21    | --    | 0     | 9     | --       | .205  | .262     | .220     | .482  |

- 南海（南海軍）は、1944年（昭和19年）途中に近畿日本（近畿日本軍）に球団名を変更

### 背番号
- 32 （1940年 - 1943年）
- 1944年（昭和19年）のシーズンは全6球団で背番号廃止